# Dagobert Moericke
Dagobert Moericke (* 31. Dezember 1885 in Heilbronn; † 14. Januar 1961 in Karlsruhe) war ein deutscher Jurist und Politiker. 

## Leben und Beruf
Dagobert Moericke stammt aus einer württembergischen Beamten- und Medizinerfamilie. Der Konstanzer Oberbürgermeister Otto Moericke war sein Bruder. Moericke legte 1903 das Abitur am Gymnasium Karlsruhe ab. Moericke nahm ein Studium der Rechtswissenschaften an den Universitäten in München, Paris und Freiburg im Breisgau auf. 1909 wurde er zum Dr. jur. in Heidelberg promoviert. Während seines Studiums in Heidelberg wurde Moericke Mitglied der Verbindung Rupertia. Er trat nach seinem Studium 1907 als Rechtspraktikant in den badischen Justizdienst ein, wurde 1912 Gerichtsassessor und 1916 Amtsrichter in Karlsruhe. Er wurde auch im badischen Justizministerium verwendet. 1919 wurde er Staatsanwalt in Pforzheim. 1922 wurde er nach Konstanz versetzt. Von März 1923 bis März 1924 war er Hilfsarbeiter bei der Reichsanwaltschaft. 1924 wurde er Karlsruher Staatsanwalt und im selben Jahr befördert zum I. Staatsanwalt. 1926 erfolgte die Ernennung zum Landgerichtsrat in Karlsruhe und er arbeitete seit 1928 als Oberstaatsanwalt am Reichsgericht in Leipzig. Seit 1936 war er Senatspräsident am Oberlandesgericht Celle.
Nach Kriegsende wurde Moericke 1945 von der britischen Militärverwaltung zum Generalstaatsanwalt in der britischen Zone in Niedersachsen berufen. Ab 1951 fungierte er als Senatspräsident am Bundesgerichtshof (BGH) in Karlsruhe. Dort war er Vorsitzender des 2. Strafsenats. Unter seinem Vorsitz erging das zunächst unter Verschluss gehaltene sogenannte Fünf-Broschüren-Urteil vom 28. April 1952, in dem es um die Strafbarkeit von Entgegennahme und Besitz politischer Broschüren aus der DDR ging.
Zum 31. Dezember 1955 trat Moericke in den Ruhestand ein.

## Öffentliche Ämter
Moericke amtierte vom 1. Januar 1947 bis zum 31. Dezember 1950 als Staatssekretär im Niedersächsischen Justizministerium.

## Werke
- Die deutschen Tumultgesetze insbesondere das badische Gesetz, die Entschädigungspflicht der Gemeindeangehörigen wegen der bei Zusammenrottungen verübten Verbrechen betr. vom 13. Febr. 1851. Diss. Heidelberg 1910, Berlin und Leipzig 1909.
- Die Moabiter Streikunruhen und die Tumultgesetze, Deutsche Juristen-Zeitung, Jahrgang 16 [1911], Sp. 647/648.
- Die Balkanfrage, Recht und Wirtschaft, Band 1 (1912), S. 456